# New York Voices
New York Voices är en amerikansk jazzvokalgrupp. Gruppen bildades 1987 av tidigare studenter från Ithaca College. De är en av världens ledande jazzvokalgrupper.

## Nuvarande medlemmar
- Kim Nazarian
- Lauren Kinhan
- Darmon Meader
- Peter Eldridge

## Diskografi
- 1989 – New York Voices
- 1991 – Hearts of Fire
- 1993 – What's Inside
- 1994 – Collection
- 1998 – New York Voices Sing the Songs of Paul Simon
- 2001 – Sing! Sing! Sing!
- 2002 – Brazilian Dreams (med Paquito D'Rivera och Claudio Roditi)
- 2007 – A Day Like This
- 2013 – New York Voices LIVE with the WDR Big Band
- 2013 – Let It Snow
- 2018 – Meeting of Minds (med Bob Mintzer Big Band)
- 2019 – Reminiscing in Tempo